# Gonzalo Capote
Gonzalo Capote Sosa (1849 en Bayamo, Cuba - ¿?) fue un militar cubano que participó en la Guerra del 95, en el Ejército Libertador cubano, siendo ascendido a coronel del mismo. Fue hermano del mayor general José Manuel Capote.

## Biografía
Gonzalo Capote Sosa nació el en 1849 en Bayamo, Cuba. Fue hijo de Manuel Antonio Capote y María Josefa Sosa, ambos procedentes de las Islas Canarias (y, según el periodista canario Luis Felipe Gómez Wangüemert, eran originarios de La Palma). 
Tuvo, al menos, cinco hermanos: José Manuel (mayor general del Ejército Libertador y terminó la guerra como alcalde de Bayamo), Rafael, José Joaquín (ambos murieron en combate durante la Guerra de los Diez Años), Fernando (quien murió enfermo en un campamento mambí comenzada la contienda de 1895) y Francisco. Todos ellos también participarían en las guerras de independencia cubanas junto a Gonzalo.
El 2 de junio de 1895 se incorporó al Ejército Libertador cubano, con el fin de contribuir a la independencia de dicho archipiélago, integrándose en el Regimiento Vicente García (1.ª Brigada, 3.ª División, 2.º Cuerpo) el 29 de agosto de 1897, mientras luchaba en las Tunas.
En enero de 1898, junto a su unidad, se incorporó a la columna volante del  coronel Carlos García Vélez, subordinaba al mayor General Calixto García.
Luchó en Santiago de Cuba. El 30 de agosto de 1897 fue elevado a coronel. Luego, se incorporó al Cuartel General de la 3.ª División, Segundo Cuerpo, donde terminó la guerra.
Según los historiadores José Fernández Fernández y José María Castellano Gill, Gonzalo Capote era "poseedor de una envidiable hoja de servicios".